# HIStory 2
 (juin 2018).
Chronologie
HIStory HIStory3
HIStory 2, est la deuxième saison de la web-série HIStory et se compose de deux histoires indépendantes (Right Or Wrong et Crossing The Line) de huit épisodes chacune.
HIStory2 - Crossing the Line a été acclamé par la critique pour sa caractérisation, sa mise en scène et son jeu d'acteur, ce qui lui a valu une nomination pour le Golden Bell Award de la meilleure mini-série (en). Sa suite, Crossover (跨界) a été annoncée le 17 août 2018, mais a été annulée en raison de l'ajustement de la stratégie de contenu dû à la pandémie de COVID-19.

## Right Or Wrong
Obsessed Crossing The Line

### Distribution
- Steven Chiang (zh) : Shi Yi Jie
- Hunt Chang (zh) : Fei Sheng Zhe
- Ye Yi En (葉翊恩) : Yo Yo

### Musiques
|                            | Titre de la chanson                | Chanteur(s)        | Auteur | Compositeur | Remarque |
| Générique de début         | 愛的蛋包飯                         | 陳瑋儒             | 陳瑋儒 | 陳瑋儒      |          |
| Générique de fin           | 是是非非                           | 李振源             | 陳瑋儒 | 陳瑋儒      |          |
|                            | CLOCKS AND WATCHES                 | 久升音藝-CAVENDISH |        |             |          |
| The Contentedness Of Being | 久升音藝-LOVELY MUSIC              |                    |        |             |          |
| HAPPY MEMORIES             | 久升音藝-LOVELY MUSIC              |                    |        |             |          |
| Routine (Trailer Music)    | Udi Harpaz & Rotem Moav            |                    |        |             |          |
| Arrivals (Trailer Music)   | Udi Harpaz & Rotem Moav            |                    |        |             |          |
| The Jumping Flea           | Bob Porembski                      |                    |        |             |          |
| Along the Seine            | Stephen V. Bulla & Jeff M. Kidwell |                    |        |             |          |
| Paris Pigalle              | Paris Cafe Ensemble                |                    |        |             |          |
| Little Joy                 | Amber Quintero & Scott Feldman     |                    |        |             |          |
| What Even Now              | Vincent Nguyen & Rainer Peters     |                    |        |             |          |

## Crossing The Line
Right Or Wrong Trapped

### Distribution
- Fandy Fan (zh) : Xia Yu Hao (夏宇豪)
- Zach Lu (zh) : Qiu Zi Xuan (邱子軒)
- Nick Yang (zh) : Wang Zhen Wen (王振文)
- Patrick Shih (zh) : Wang Zhen Wu (王振武)
- Joe Hsieh (zh) : He Cheng En (賀承恩)

|                                            |
| Fandy Fan (zh) l'interprète de Xia Yu Hao. |

|                                           |
| Zach Lu (zh) l'interprète de Qiu Zi Xuan. |

|                                               |
| Nick Yang (zh) l'interprète de Wang Zhen Wen. |

|                                                 |
| Patrick Shih (zh) l'interprète de Wang Zhen Wu. |

|                                             |
| Joe Hsieh (zh) l'interprète de He Cheng En. |

### Musiques
|                                                 | Titre de la chanson                           | Chanteur(s)          | Auteur     | Compositeur | Remarque |
| Générique de début                              | 完美的扣球                                    | 劉鴻敏、劉鴻杰       | 陳瑋儒     | 陳瑋儒      |          |
| Générique de fin                                | 越界                                          | 李振源               | 青鳥合唱團 | 青鳥合唱團  |          |
|                                                 | ANTI-HERO                                     | 久升音藝-GOTHICSTORM |            |             |          |
| 背著你回家                                      |                                               |                      | 陳瑋儒     |             |          |
| 越界 完整吉他版                                 | 李振源                                        | 青鳥合唱團           | 青鳥合唱團 |             |          |
| Write It Off                                    | Vincent Nguyen & Rainer Peters                |                      |            |             |          |
| Cooking up a Storm                              | Haris Custovic                                |                      |            |             |          |
| Boundless                                       | Jochen Flach & Benson Taylor                  |                      |            |             |          |
| Impossible (Feat. Matthew Heath & Grady Griggs) | Light Follow                                  |                      |            |             |          |
| Becoming Closer (Trailer Music)                 | Udi Harpaz & Rotem Moav                       |                      |            |             |          |
| The Contentedness Of Being                      | 久升音藝-LOVELY MUSIC                         |                      |            |             |          |
| Carrot Top                                      | Richard Kent, Marius De La Mer & Smudge Mason |                      |            |             |          |
| Chapeau                                         | Electro Swing Sessions Band                   |                      |            |             |          |
| Cha's Cha Cha                                   | 5 Alarm Music                                 |                      |            |             |          |
| Isabel                                          | Ralf Dieter Gscheidle                         |                      |            |             |          |
| Quiet Moment (Trailer Music)                    | Udi Harpaz & Rotem Moav                       |                      |            |             |          |